# Юхновець-Гурни
Юхновець-Гурни (пол. Juchnowiec Górny) — село в Польщі, у гміні Юхновець-Косьцельний Білостоцького повіту Підляського воєводства.
У 1975-1998 роках село належало до Білостоцького воєводства.